# Litvínov město
Litvínov město – przystanek kolejowy w Litvínovie, w kraju usteckim, w Czechach. Znajduje się na wysokości 300 m n.p.m.
Jest zarządzany przez Správę železnic. Na przystanku nie ma możliwości zakupu biletów, a obsługa podróżnych odbywa się w pociągu.

## Linie kolejowe
- 135 Most - Moldava v Krušných horách